# Mihajlo Mihajlovics Romancsuk
Mihajlo Mihajlovics Romancsuk (ukránul: Михайло Романчук, Rivne, 1996. augusztus 7. –) Európa-bajnok ukrán úszó.

## Sportpályafutása
2014-ben ifjúsági olimpiát nyert 400 méteres gyorsúszásban. 2015 novemberében a katari világkupán aranyérmes volt 1500 méteres gyorsúszásban. 
2016 októberében a szingapúri világkupán 1500 méter gyorson új világrekordot úszott. A londoni Európa-bajnokságon két bronzérmet nyert.
A Budapesten rendezett 2017-es úszó-világbajnokságon 1500 méteres gyorsúszásban ezüstérmes volt, az augusztusi universiadén pedig 400 méter gyorson szerzett aranyérmet.
A 2018-as rövid pályás úszó-világbajnokságon 1500 méter gyorson aranyérmes volt, a 2019 decemberében rendezett rövid pályás Európa-bajnokságon pedig negyedik lett ugyanezen a távon.

## További információ
- A Nemzetközi Úszószövetség honlapján Archiválva 2020. augusztus 16-i dátummal a Wayback Machine-ben
- Mihajlo Romancsuk, Sport-Reference